# Van Verschuer
Van Verschuer is een Nederlands, later Duits, en tegenwoordig zowel Nederlands als Duits adellijk geslacht dat aanvankelijk veel militairen voortbracht.

## Geschiedenis
De bewezen stamreeks begint met Nicolaes van der Schuer, later Verschuer die kapitein in Statendienst was in garnizoen te Maastricht en [daar] in 1642 overleed. Diens zoon Peter trad in dienst van de keurvorst van Trier, trad daarna in Munsterse dienst en overleed in 1651 aan de verwondingen opgelopen in de slag bij Ichterlohe. Een zoon van de laatste, Otto Christoph (1650-1712) werd verheven tot baron des H.R. Rijks.
In 1816 werd een lid van het geslacht verheven in de Nederlandse adel, nog in hetzelfde jaar omgezet in inlijving; in 1820 werd de titel van baron voor dit lid gehomologeerd waarna al zijn afstammelingen de titel van baron mochten gaan dragen.
In de 19e eeuw trouwden drie zussen Van Balveren met drie broers Van Verschuer; de landgoederen, huizen en heerlijkheden van de familie Van Balveren, die in 1944 uitstierf, gingen alle over op de familie Van Verschuer die ze nog steeds bezit.
Tot de bezittingen van de Duitse tak van dit geslacht behoort onder andere  het grote landhuis te Solz, gemeente  Bebra, (Hessen).

## Enkele telgen

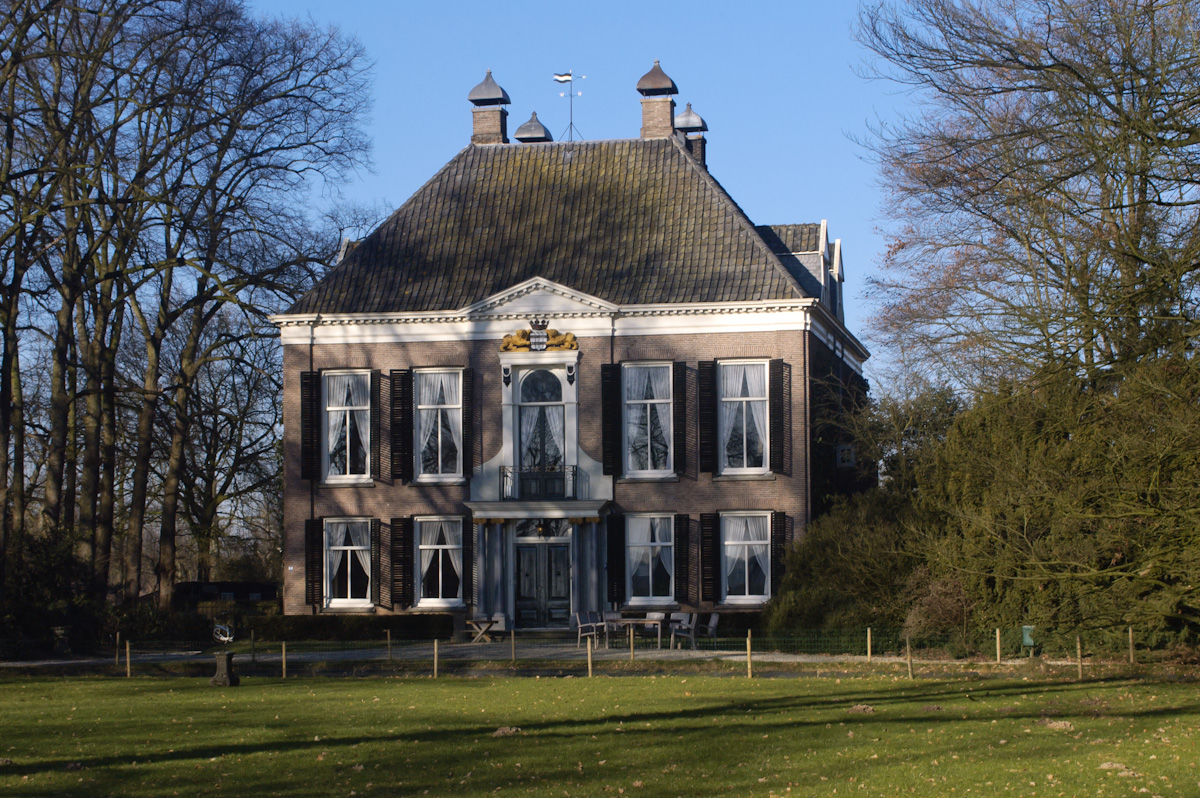
Huis te Leur

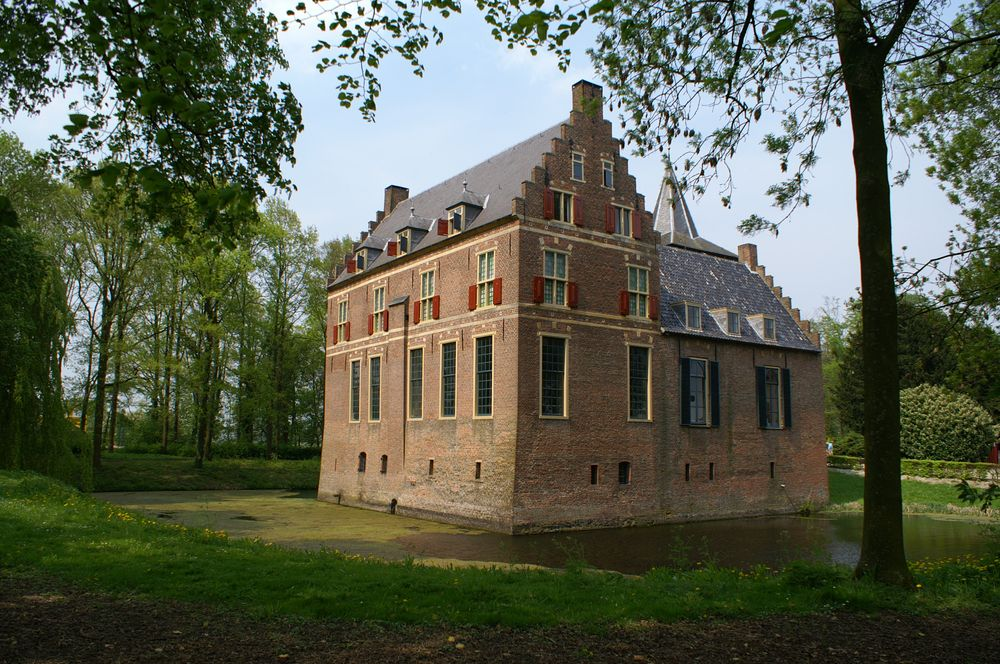
Huis te Echteld

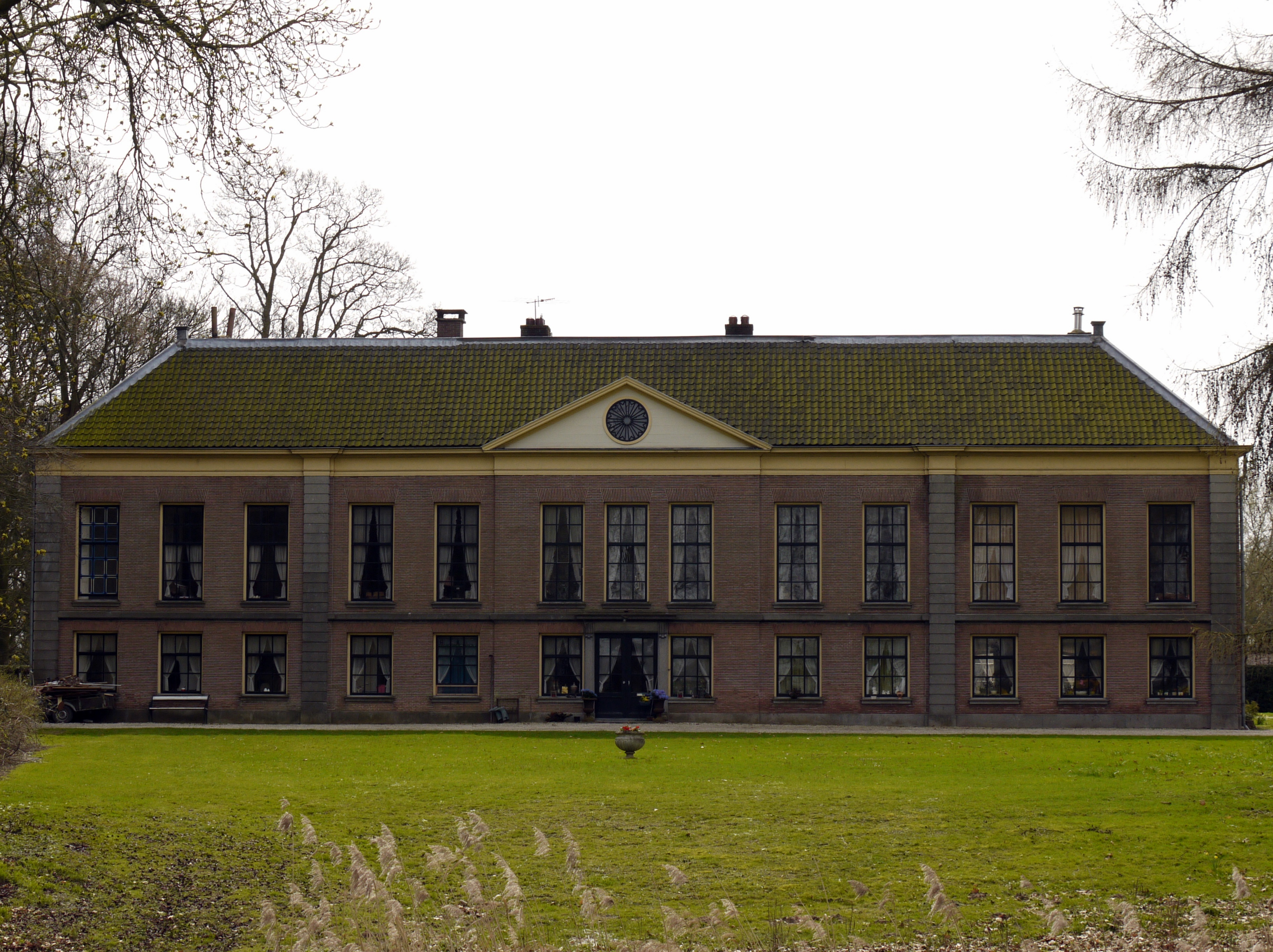
Huis te Mariënwaerdt

Nicolaes van der Schuer, later: Verschuer (†1642), kapitein in Statendienst
- Peter Verschuer (†1651), luitenant, later ritmeester
  - Otto Christoph H.R. Rijksbaron van Verschuer (1650-1712), luitenant-generaal
    - Philip Wilhelm des H.R.Rijksbaron van Verschuer (1678-1735), luitenant-generaal
      - Carl Friedrich des H.R.Rijksbaron van Verschuer (1718-1762), officier in Statendienst, laatstelijk kolonel-commandant
        - Bernhardus Deodatus baron van Verschuer (1759-1827), kolonel titulair, verheven (1816), later omgezet in: ingelijfd (1820) in de Nederlandse adel, vanaf 1820 homologatie van de titel van baron
          - Ursulina Philippina barones van Verschuer (1794-1866); trouwde in 1834 met ds. Hermann Friedrich Kohlbrugge (1803-1875), theoloog
          - Bernhard Friedrich baron van Verschuer (1803-1883), majoor titulair, lid ridderschap en provinciale staten van Gelderland
            - mr. Wolter Albert baron van Verschuer (1840-1898), raadadviseur, lid Staatscommissie voor de landbouw, voorzitter Centrale commissie voor de statistiek; trouwde in 1879 met een zus van zijn schoonzus Anna Henriëtte Elisabeth barones van Balveren, vrouwe van Mariënwaerdt (1853-1921), lid van de familie Van Balveren en dochter van Willem Frederik Hendrik baron van Balveren, heer van Leur, waardoor huis Mariënwaerdt in de familie Van Verschuer kwam
            - mr. Barthold Philip baron van Verschuer (1841-1910), rechter, lid gemeenteraad van Arnhem, oprichter en voorzitter woningvereniging Openbaar belang te Arnhem; trouwde in 1876 met Otheline Marie barones van Balveren (1851-1928), dochter van Willem Frederik Hendrik baron van Balveren, heer van Leur
              - mr. Bernard Frederik baron van Verschuer, heer van Ooy, Persingen, Leur en Echteld (1883-1971), landcommandeur Ridderlijke Duitsche Orde, Balije van Utrecht
              - mr. Jacobina Albertina barones van Verschuer (1884-1965), bestuurslid Bond tot kinderbescherming, ondervoorzitter Nederlandse vereniging voor armenzorg en weldadigheid, hofdame honorair van koningin Wilhelmina en koningin Juliana
              - mr. Wolter Frans Frederik baron van Verschuer (1891-1952), burgemeester van Beesd, lid provinciale en gedeputeerde staten van Gelderland
                - Barthold Philip baron van Verschuer, heer van Ooy, Persingen en Leur (1925-1987), directeur afdeling Rotterdam van het Nederlandse Rode Kruis; trouwde als weduwnaar in 1978 met Henriette Louise Mathie van Hangest barones d'Yvoy (1931-2015), burgemeester van Rozendaal, ondervoorzitter Nederlandse Adelsvereniging, lid van de familie Van Hangest d'Yvoy
                - mr. Otto Willem Arnold baron van Verschuer, heer van Echteld, Enspijk en Mariënwaerdt (1927-2014), lid provinciale en gedeputeerde staten van Gelderland, voorzitter van de Christelijk-Historische Unie, lid Raad voor de waterstaat, lid Raad van State, kamerheer koningin Beatrix
                  - drs. Bernard Frederik baron van Verschuer (1955), predikant
                    - drs. Catherine Marie (Nynke) barones van Verschuer (1987), filosofe, journaliste en redacteur bij de NRC

                  - Frans Jacob Albert (Frans) baron van Verschuer (1957-2022), directeur landgoed Mariënwaerdt; trouwde in 1995 met Nathalie des Tombe (1966), directeur landgoed Mariënwaerdt, telg uit de niet-adellijke tak van het geslacht Des Tombe
                  - drs. Catherine Marie Roline (Cathrien) barones van Verschuer (1959), dierenarts; trouwde in 1986 met mr. Robert Samuel Croll (1954), oud-president arrondissementsrechtbank, lid hoofdbestuur Nederlandse Rode Kruis, president Oorlogsgravenstichting, vanaf 2023 lid van de Eerste Kamer, bewoners van het familiebezit Oolde

            - Frans Hendrik baron van Verschuer (1843-1930), kapitein-luitenant-ter zee, mede-oprichter vereniging Armenzorg te Arnhem, woningvereniging Openbaar belang en vereniging Volkshuisvesting aldaar; trouwde in 1886 met een zus van zijn schoonzussen Catharina Wilhelmina barones van Balveren (1856-1944), dochter van Willem Frederik Hendrik baron van Balveren, heer van Leur
            - Willem Frederik Karel baron van Verschuer (1845-1922), keramiekverzamelaar

          - Barthold Arnold baron van Verschuer (1809-1901), 1e luitenant, lid raad van Amsterdam, lid Eerste Kamer der Staten-Generaal, kamerheer; trouwde in 1838 met Anna Maria Brants (1817-1901), dame du palais
          - Barthold Frans Johan Anne baron van Verschuer (1811-1886), kapitein titulair, burgemeester van Bergharen, van Batenburg van Horssen, ridder Militaire Willems-Orde
            - Jacoba Frederica barones van Verschuer (1846-1921); trouwde in 1874 met prof. dr. Eduard Böhl (1836-1903), Duits hoogleraar theologie
              - prof. dr. Frans de Liagre Böhl (1882-1976), Nederlandse hoogleraar Hebreeuws en Assyriologie

            - Adriaan Daniël baron van Verschuer (1848-1924), kapitein
              - Maria Magdalena Elisabeth barones van Verschuer (1884-1966); trouwde in 1910 met Wilhelmus Norbertus Josephus Maria Allard (1887-1971), lid Algemene Rekenkamer van Nederlands-Indië
              - Otto Adriaan Emil baron van Verschuer (1897-1969), rentmeester
                - Albertine Astrid Eleonora barones van Verschuer (1935-1989), meester-edelsmid, illustratrice, beeldend kunstenaar, schrijfster; tussen 1965 en 1978 getrouwd met journalist Joop van Zijl (1935)

              - Bernhard Daniël baron van Verschuer (1898-1956)
                - Julia Maria barones van Verschuer (1926-2016), beeldend kunstenaar; trouwde in 1948 met Erik Thorn Leeson (1928-1970), graficus

              - Anna Wilhelmina Emilia barones van Verschuer (1899-1983); trouwde in 1923 met Hette Wytze Hettema (1893-1967), kapitein-ter-zee, hoofd Nederlandse routeringsdienst, ridder Militaire Willems-Orde

    - Wolf Dietrich Freiherr von Verschuer (1676-1737), luitenant-generaal
      - Otto Godfried Freiherr von Verschuer (1719-1762)
        - Carl Friedrich Wilhelm Freiherr von Verschuer 1758-1822)
          - Christian Ernst Ausgust Wilhelm Freiherr von Verschuer (1796-1867), majoor
            - Theodor Wilhelm August Freiherr von Verschuer (1826-1881), majoor
              - Hans Freiherr von Verschuer (1866-1932)
                - prof. dr. Otmar Reinhold Ralph Ernst Freiherr von Verschuer (1896-1969), medicus, geneticus, eugeneticus ten tijde van het nationaalsocialistische bewind, leermeester van nazi-arts Josef Mengele (1911-1979)